# Gonomyia (Leiponeura) subtroilus
Gonomyia (Leiponeura) subtroilus is een tweevleugelige uit de familie steltmuggen (Limoniidae). De soort komt voor in het Neotropisch gebied.